# Stav (přírodní památka)
Stav je přírodní památka poblíž obce Úbislavice v okrese Jičín. Nachází se východně od stejnojmenné vesnice. Oblast spravuje Agentura ochrany přírody a krajiny ČR. Důvodem ochrany je zachování epigenetického údolí potoka, kde se na svazích zachovaly zbytky původních bučin s bylinným patrem.